# Роветта
Роветта (італ. Rovetta) — муніципалітет в Італії, у регіоні Ломбардія,  провінція Бергамо.
Роветта розташована на відстані близько 490 км на північний захід від Рима, 80 км на північний схід від Мілана, 33 км на північний схід від Бергамо.
Населення — 4080 осіб (2014).
Щорічний фестиваль відбувається 1 листопада. Покровитель — Ognissanti.

## Демографія
Населення за роками:

Станом на 1 січня 2023 року в муніципалітеті офіційно проживало 188 іноземців з 26 країн, серед них 49 громадян країн Євросоюзу та 22 громадяни України.

## Сусідні муніципалітети
- Кастьоне-делла-Презолана
- Черете
- Клузоне
- Колере
- Фіно-дель-Монте
- Гандіно
- Ольтрессенда-Альта
- Сонгаваццо
- Вілла-д'Онья
- Вільміноре-ді-Скальве
- П'яріо